# Puerta Nueva (Jerusalén)

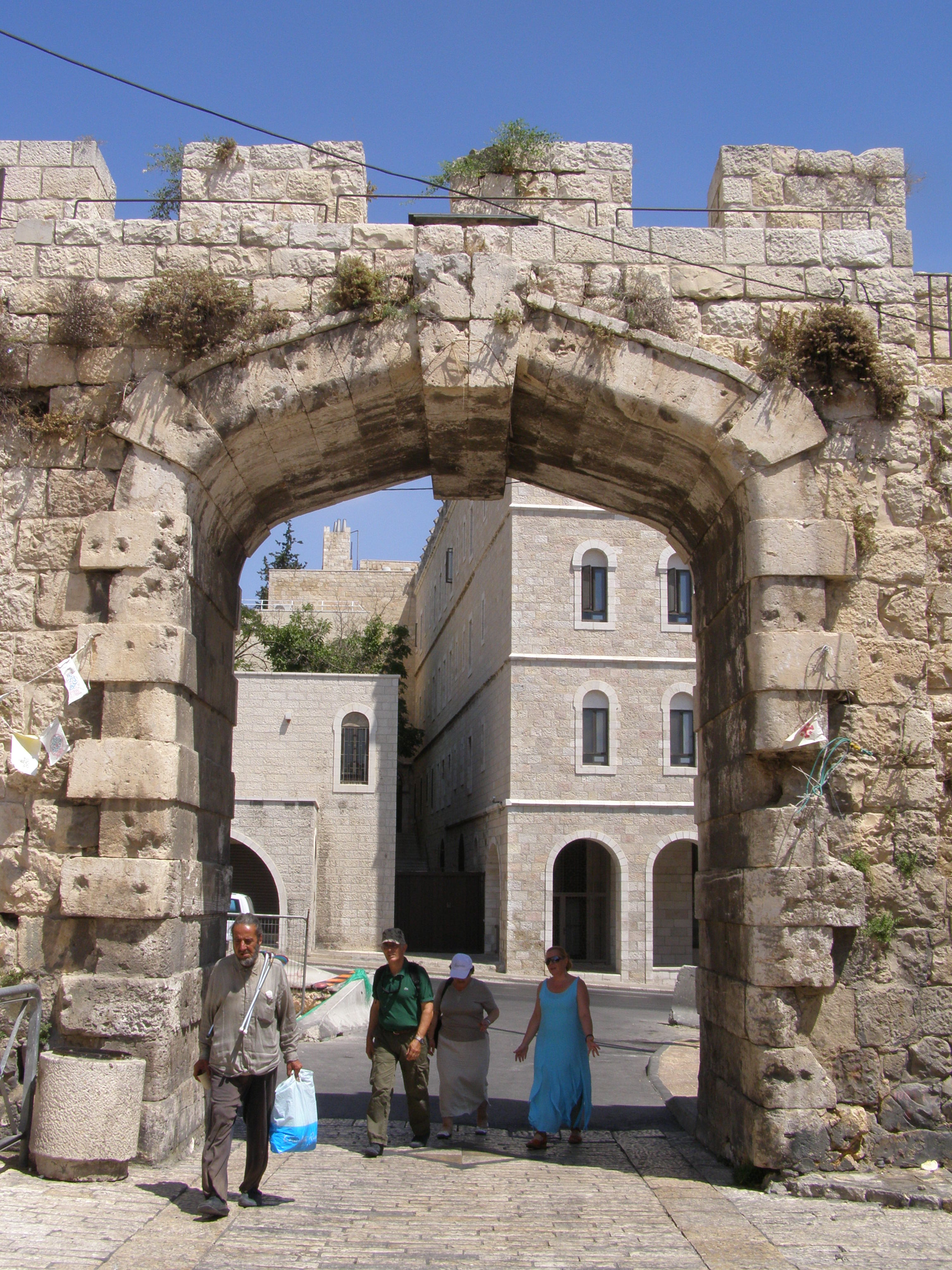
La Puerta Nueva, en Jerusalén.

La Puerta Nueva (en árabe: Bab al-Jedid; en hebreo: HaSha'ar HaChadash) es la puerta construida más reciente en las murallas de la Ciudad Vieja de Jerusalén. Fue construida en 1898 para facilitar el acceso al Barrio Cristiano. Antes fue llamada Puerta de Hammid en honor al Sultán otomano Abdul Hamid II. La puerta está localizada en la parte noroeste de la muralla que rodea a la Ciudad Vieja.
La puerta fue cerrada durante la guerra árabe-israelí de 1948, cuando Jordania capturó Jerusalén Este (la cual incluye la Ciudad Vieja de Jerusalén). Fue reabierta nuevamente en 1967 después de la captura de Israel de Jerusalén Este durante la Guerra de los Seis Días.